# Lake Waccamaw
Lake Waccamaw è un comune degli Stati Uniti d'America, situato in Carolina del Nord, nella contea di Columbus.